# فالکن (میسیسیپی)
فالکن (به انگلیسی: Falcon) شهرکی در ایالت میسیسیپی کشور ایالات متحده آمریکا است که جمعیت آن در سرشماری سال ۲۰۱۰ میلادی، ۱۶۷
نفر بوده‌است.